# Blow My Mind
Blow My Mind è un singolo del cantante americano-nigeriano Davido, pubblicato il 26 luglio 2019 come quarto estratto dal secondo album in studio A Good Time.
Il brano conta la partecipazione del cantante statunitense Chris Brown.

## Descrizione
Blow My Mind è un brano mid-tempo afropop che presenta suoni tribali di musica africana che si uniscono a sonorità e ritmiche più familiari alla musicalità afroamericana.

## Video musicale
Il video ottenne il record di maggiori visualizzazioni ottenute su YouTube nelle prime 24 ore per un artista nigeriano.

## Tracce
1. Blow My Mind (feat. Chris Brown) – 3:21